# 布萊斯河谷
布萊斯河谷（英語：Blyth Valley），英國英格蘭東北區域諾森伯蘭郡的一個非都市區（地方第二級區政府），區議會所在地位於布莱斯（人口35,818）。